# ジョシュア・ブアツィ
ジョシュア・ブアツィ（Joshua Buatsi、1993年3月14日 - ）は、イギリスのプロボクサー。ガーナ・グレーター・アクラ州アクラ出身。元WBO世界ライトヘビー級暫定王者。リオデジャネイロオリンピックライトヘビー級銅メダリスト。

## 来歴

### アマチュア時代
2015年8月、ヨーロッパアマチュアボクシング選手権にライトヘビー級（81kg）で出場し、銅メダルを獲得した。
2016年、リオデジャネイロオリンピックにライトヘビー級（81kg）で出場し、銅メダルを獲得した。

### プロ時代
2017年7月1日、プロデビュー戦を行い2回1分19秒TKO勝ち。
2018年7月28日、ロンドンのO2アリーナにてディリアン・ホワイト対ジョセフ・パーカーの前座でアンドレイス・ポクメイコとWBAインターナショナルライトヘビー級王座決定戦を行い、1回1分51秒TKO勝ちを収め王座獲得に成功した。
2019年3月23日、ロンドンのカッパー・ボックスにてチャーリー・エドワーズ対アンヘル・モレノの前座でリアム・コンロイと英国ライトヘビー級王座決定戦を行い、3回1分53秒TKO勝ちを収め王座獲得に成功した。
2024年2月3日、ロンドンのウェンブリー・アリーナにてWBA世界ライトヘビー級2位のコモンウェルス・英国ライトヘビー級王者ダン・アゼーズとWBA世界ライトヘビー級挑戦者決定戦を行い、12回3-0の判定勝ちを収め、両王座獲得に成功するとともにディミトリー・ビボルへの挑戦権を獲得した。
2024年5月、WBC・IBF・WBO世界ライトヘビー級統一王者アルツール・ベテルビエフとWBA世界ライトヘビー級王者ディミトリー・ビボルの4団体王座統一戦が、ベテルビエフの半月板損傷により延期されたため、WBOはWBO世界ライトヘビー級3位で同門のアンソニー・ヤードと1位のブアツィにWBO世界ライトヘビー級暫定王座決定戦を行うよう指令した。その後、ヤードが自身の所属するクイーンズベリー・プロモーションズとの契約上の問題を理由にブアツィとの対戦に応じなかったため、WBOはブアツィにWBO世界ライトヘビー級2位で同門のウィリー・ハッチンソンと対戦するよう命じた。
2024年9月21日、ロンドンのウェンブリー・スタジアムにてアンソニー・ジョシュア対ダニエル・デュボアの前座でWBO世界ライトヘビー級2位のウィリー・ハッチンソンと上述のベテルビエフが半月板負傷に伴うWBO世界ライトヘビー級暫定王座決定戦を行い、6回と9回に計2度ダウンを奪い、12回2-1（112-113、117-108、115-110）の判定勝ちを収め王座獲得に成功した。なお、ハッチンソンは7回にバッティングで1ポイント減点され、2度ダウンを奪われたのにもかかわらず、ジャッジの内1人がハッチンソンの勝利と採点したことが物議を醸した。
2025年2月22日、サウジアラビア・リヤドのザ・ヴェニューにてWBO世界ライトヘビー級7位のカラム・スミスとWBO暫定世界同級タイトルマッチを行うも、プロ初黒星となる12回0-3（110-119、113-115、112-116）の判定負けを喫し初防衛に失敗、王座から陥落した。

## 戦績
- プロボクシング：20戦 19勝 (13KO) 1敗

| 戦           | 日付           | 勝敗 | 時間     | 内容    | 対戦相手                     | 国籍         | 備考                                                                               |
| ------------ | -------------- | ---- | -------- | ------- | ---------------------------- | ------------ | ---------------------------------------------------------------------------------- |
| 1            | 2017年7月1日   | ☆    | 2R 1:19  | TKO     | カルロス・メナ               | キューバ     | プロデビュー戦                                                                     |
| 2            | 2017年9月1日   | ☆    | 5R 1:06  | TKO     | バティスト・カステニャーロ   | フランス     |                                                                                    |
| 3            | 2017年10月28日 | ☆    | 6R       | 判定    | サイドゥ・ソール             | フランス     |                                                                                    |
| 4            | 2018年2月3日   | ☆    | 2R 2:43  | TKO     | ジョーダン・ジョセフ         | イギリス     |                                                                                    |
| 5            | 2018年3月31日  | ☆    | 6R       | 判定    | バルトロミエイ・グラフカ     | ポーランド   |                                                                                    |
| 6            | 2018年5月5日   | ☆    | 5R 0:50  | TKO     | ステファン・クエバス         | フランス     |                                                                                    |
| 7            | 2018年7月28日  | ☆    | 1R 1:51  | TKO     | アンドレイス・ポクメイコ     | ラトビア     | WBAインターナショナルライトヘビー級王座決定戦                                      |
| 8            | 2018年10月13日 | ☆    | 1R 2:53  | TKO     | トニー・アベルラント         | フランス     | WBAインターナショナル防衛1                                                         |
| 9            | 2018年12月22日 | ☆    | 1R 1:50  | TKO     | レノルド・クインラン         | オーストリア | WBAインターナショナル防衛2                                                         |
| 10           | 2019年3月23日  | ☆    | 3R 1:53  | TKO     | リアム・コンロイ             | ガーナ       | 英国ライトヘビー級王座決定戦                                                       |
| 11           | 2019年6月1日   | ☆    | 4R 1:39  | TKO     | マルコ・アントニオ・ペリバン | メキシコ     | WBAインターナショナル防衛3                                                         |
| 12           | 2019年8月31日  | ☆    | 7R 1:07  | KO      | ライアン・フォード           | カナダ       | WBAインターナショナル防衛4                                                         |
| 13           | 2020年10月4日  | ☆    | 7R 2:09  | TKO     | マルコ・カリッチ             | クロアチア   | WBAインターナショナル防衛5                                                         |
| 14           | 2021年5月15日  | ☆    | 4R 2:44  | TKO     | ダニエル・ドス・サントス     | フランス     | WBAインターナショナル防衛6                                                         |
| 15           | 2021年8月14日  | ☆    | 11R 2:08 | TKO     | リチャーズ・ボロツィクス     | ラトビア     |                                                                                    |
| 16           | 2022年5月21日  | ☆    | 12R      | 判定3-0 | クレイグ・リチャーズ         | イギリス     |                                                                                    |
| 17           | 2023年5月7日   | ☆    | 10R      | 判定3-0 | パベル・ステピエン           | ポーランド   |                                                                                    |
| 18           | 2024年2月3日   | ☆    | 12R      | 判定3-0 | ダン・アゼーズ               | イギリス     | WBA世界ライトヘビー級挑戦者決定戦 コモンウェルス・英国ライトヘビー級タイトルマッチ |
| 19           | 2024年9月21日  | ☆    | 12R      | 判定2-1 | ウィリー・ハッチンソン       | イギリス     | WBO世界ライトヘビー級暫定王座決定戦                                                |
| 20           | 2025年2月22日  | ★    | 12R      | 判定0-3 | カラム・スミス               | イギリス     | WBO暫定陥落                                                                        |
| テンプレート |                |      |          |         |                              |              |                                                                                    |

## 獲得タイトル
- WBAインターナショナルライトヘビー級王座
- 英国ライトヘビー級王座
- コモンウェルスライトヘビー級王座
- WBO世界ライトヘビー級暫定王座（防衛0）